# Frédéric Mendy
Frédéric Mendy (Évreux, 18 september 1988) is een Guinee-Bissaus - Frans voetballer, die doorgaans als centrumspits speelt.

## Interlandcarrière
Frédéric maakte zijn debuut voor Guinee-Bissau op 4 juni 2016 in een kwalificatie wedstrijd voor het Afrikaans kampioenschap, Guinee-Bissau won met 2-1 van Zambia waarin Frédéric de hele wedstrijd speelde en zelfs wist te scoren. Hij nam drie keer deel aan het Afrikaans kampioenschap, in 2017; 2019 en 2021. 